# エドモントサウルス族
エドモントサウルス族（学名 Edmontosaurini）は、後期白亜紀に北半球に生息していたサウロロフス亜科ハドロサウルス科の恐竜の族。現在、エドモントサウルス（カナダ・アメリカ産）、シャントゥンゴサウルスとライヤンゴサウルス（中国山東省産）、カムイサウルス（日本産）が含まれる。ロシア産のケルベロサウルスとクンドゥロサウルスも含まれる可能性があるが、サウロロフス族である可能性が高い。